# Formica incisa
Formica incisa är en myrart som beskrevs av Smith 1858. Formica incisa ingår i släktet Formica och familjen myror. Inga underarter finns listade i Catalogue of Life.